# Fuengirola (herb szlachecki)
Fuengirola – polski herb szlachecki z obcego nadania.

## Opis herbu

### Opis historyczny
Stanisław Szenic blazonuje herb następująco: 

(...) w polu czerwonym kamienna baszta sześcioboczna z blankami, w bramie baszty złoty lew w prawo spięty, miecz w prawej łapie do cięcia trzymający, w szczycie hełmu pół lwa jak w tarczy, w prawo paszczą w tył obrócony (...)

Według Juliusza Ostrowskiego:

W polu czerwonem w czarnej bramie baszty kamiennej sześciobocznej z blankami i po trzy okna w rząd z każdego boku mającej, lew złoty z mieczem w prawej łapie. Labry czerwone podbite zlotem.

### Opis współczesny
Opis skonstruowany współcześnie brzmi następująco:
Na tarczy o polu czerwonym kamienna baszta sześcioboczna z blankami i trzema oknami czarnymi w rzędzie każdego boku, w czarnej bramie baszty złoty lew w prawo skierowany, miecz ma w prawej łapie.
W klejnocie połowa identycznego lwa z tarczy, zwróconego w tył
Labry herbowe czerwone, podbite złotem.

## Geneza
Herb został nadany Franciszkowi Młokosiewiczowi 2 kwietnia 1844 roku przez cara rosyjskiego, Mikołaja I Romanowa, ówczesnego króla Polski. Herb ten przypomina waleczność Młokosiewicza, w obronie twierdzy Fuengirola w Hiszpanii. W roku 1843, Leon Potocki herbu Pilawa wziął ślub z Anną Młokosiewicz herbu Fuengirola.

## Herbowni
Herb ten był herbem własnym, toteż do jego używania uprawniony jest tylko jeden ród herbownych:
Młokosiewicz

### Znani herbowni
- Franciszek Młokosiewicz
- Ludwik Młokosiewicz